# Sutatausa (ort)
Sutatausa är en ort i Colombia.   Den ligger i departementet Cundinamarca, i den centrala delen av landet, 80 km norr om huvudstaden Bogotá. Sutatausa ligger 2 601 meter över havet och antalet invånare är 1 332.
Terrängen runt Sutatausa är huvudsakligen kuperad, men åt nordost är den platt. Sutatausa ligger nere i en dal. Runt Sutatausa är det ganska tätbefolkat, med 78 invånare per kvadratkilometer. Närmaste större samhälle är La Mesa, 7,4 km väster om Sutatausa. Trakten runt Sutatausa består i huvudsak av gräsmarker.